# Ouled Attia (distrito)
Ouled Attia é um distrito localizado na província de Skikda, Argélia. Sua capital é a cidade de mesmo nome. A população total do distrito era de 21 580 habitantes, em 1998.[carece de fontes?]

## Comunas
O distrito está dividido em três comunas:
- Ouled Attia
- Oued Zehour
- Kheneg Mayoum